# توتسوکا-کو، یوکوهاما
توتسوکا-کو (به لاتین: Totsuka-ku) یک منطقهٔ مسکونی در ژاپن است که در یوکوهاما واقع شده‌است. توتسوکا-کو ۳۵٫۷۰ کیلومتر مربع مساحت و ۲۷۴٬۷۸۳ نفر جمعیت دارد.